# Nguyễn Như Đức Anh
Nguyễn Như Đức Anh (sinh ngày 2 tháng 1 năm 2000) là một cầu thủ bóng đá người Đức gốc Việt thi đấu ở vị trí hậu vệ cho câu lạc bộ PVF–CAND tại V.League 2. 

## Sự nghiệp
Trước mùa giải 2023, Đức Anh gia nhập Hải Phòng. Anh ra mắt vào ngày 18 tháng 2 trong trận thua 2–3 trước Hồng Lĩnh Hà Tĩnh. Ở trận đấu này, Đức Anh được thử nghiệm đá tiền đạo trong 3 phút cuối.